# Ерион
Ерион (фр. Airion) насеље је и општина у североисточној Француској у региону Пикардија, у департману Оаза која припада префектури Клермон.
По подацима из 2011. године у општини је живело 458 становника, а густина насељености је износила 68,05 становника/km². Општина се простире на површини од 6,73 km². Налази се на средњој надморској висини од 60 метара (максималној 131 m, а минималној 54 m).

## Демографија
| 1962. | 1968. | 1975. | 1982. | 1990. | 1999. | 2011. |
| ----- | ----- | ----- | ----- | ----- | ----- | ----- |
| 167   | 171   | 205   | 346   | 474   | 470   | 458   |

График промене броја становника у току последњих година